# Fritz Sauter
Fritz Eduard Josef Maria Sauter (Innsbruck, 9 de junho de 1906 – Garmisch-Partenkirchen, 24 de maio de 1983 foi um físico austríaco.

## Formação e carreira
Sauter estudou matemática e física de 1924 a 1928 na Universidade de Innsbruck, onde obteve um doutorado em 1928, orientado por Arthur March. Foi depois assistente de Arnold Sommerfeld em Munique. De 1931 a 1934 foi assistente de Richard Becker na Universidade Técnica de Berlim, onde foi a partir de 1933 Privatdozent. depois de Max Born ter sido emitido em 1933 como diretor do Instituto de Física teórica da Universidade de Göttingen pelos nazistas, Sauter foi seu sucessor, até que Richard Becker ssumiu oficialmente o instituto em 1936. Sauter foi a partir de 1939 professor da Universidade de Königsberg e de 1942 a 1945 da Universidade de Munique. Foi em 1950/1951 diretor comissário do Instituto de Física Teórica da Universidade de Hanôver e lecionou depois em Göttingen e Bamberg, antes de ser em 1952 professor da Universidade de Colônia, onde aposentou-se em 1971. 
Dentre seus alunos constam Fritz Bopp e Herbert Kroemer. 

## Obras
- Differentialgleichungen der Physik, de Gruyter, 1950, 4.ª Ed. 1966
- com Richard Becker Theorie der Elektrizität, 3 Volumes, Teubner 1957 a 1969
- Von der physikalischen Hypothese zum Naturgesetz, Krefeld 1955